# Brough Superior XII
Der Brough Superior XII war ein PKW der Oberklasse, den Brough Superior als Einzelstück 1938 baute.
Der Wagen hatte einen Zwölfzylinder-V-Motor mit seitlich stehenden Ventilen und einem Hubraum von 4378 cm³ (Bohrung × Hub = 69,85 mm × 95,25 mm). Leistungsdaten sind nicht bekannt. Der Motor wurde vom US-amerikanischen Automobilhersteller Ford zugekauft, der diesen Motor für seine Modellreihe Lincoln-Zephyr baute. Auch die Achsen kamen von Ford. Es waren Starrachsen, die an Halbelliptikfedern aufgehängt waren. Der Radstand betrug 3264 mm, die Spurweite 1461 mm.
Der XII erhielt einen Limousinenaufbau von Charlesworth Bodies in Coventry.
Zu einer Serienfertigung kam es nicht. Das Einzelstück ist bis heute erhalten.